# Société française de systématique
 (avril 2015).
Si vous disposez d'ouvrages ou d'articles de référence ou si vous connaissez des sites web de qualité traitant du thème abordé ici, merci de compléter l'article en donnant les références utiles à sa vérifiabilité et en les liant à la section « Notes et références ».
La Société française de systématique (SFS) est une société savante qui a pour but de promouvoir l’étude scientifique des organismes dans leur diversité, l'évolution dans l’espace et dans le temps ainsi que des classifications traduisant leurs relations mutuelles.
Elle a pour but de promouvoir la systématique grâce à ses publications et les conférences qu’elle organise chaque année. Elle a joué un rôle important dans le développement de la systématique en France.

## Historique
Cette société a été créée en 1984 par plusieurs systématiciens français (Marie-Thérèse Cerceau, Alain Dubois, Jean-Pierre Gasc, Daniel Goujet, Michel Hideux, Jean-Pierre Hugot, Philippe Janvier, Jean Lescure, Loïc Matile, Françoise Monniot, Pascal Tassy, Simon Tillier, Léonidas Tsacas), dont plusieurs travaillent au Muséum national d'histoire naturelle à Paris.

## Structure
La société est une association loi de 1901, qui est ouverte à tous sur inscription. Elle est administrée par un conseil d’au moins 12 membres élus pour 3 années. Le conseil comprend le bureau constitué d’un président, d’un vice-président, d’un secrétaire et d’un trésorier.

## Publications
La société publie la revue Biosystema qui traite de la systématique sous tous ses angles. Chaque numéro de cette revue correspond aux actes d'un des congrès organisés par la société. Les actes d'un seul congrès (celui de 2012) fut publié dans une autre revue, les Comptes Rendus Palevol, une revue faisant partie des Comptes Rendus de l'Académie des Sciences de Paris.
En parallèle, la société édite un bulletin deux fois par an qu’elle met à disposition de ses membres.

## Prix Jacques Lebbe
La société de systématique française a créé en 2001 un prix dédié à Jaques Lebbe pour soutenir les jeunes étudiants en systématique. Il récompense des travaux innovants et modernes en systématique, que soit un travail théorique ou appliqué, réalisé au cours d’un master 2. Un jury de six personnes est réuni pour évaluer les mémoires des candidats. Le jury est composé de trois membres permanents et de trois membres extérieurs – membre de la SFS ou non – proposés par le conseil de la société.
Le prix est remis au cours des journées de la société.